# バークス郡 (ペンシルベニア州)
バークス郡（英: Berks County）は、アメリカ合衆国ペンシルベニア州の南東部に位置する郡である。人口は42万8829人（2020年）。郡庁所在地はレディングであり、同郡で人口最大の都市である。
バークス郡はレディング都市圏に属しており、さらにフィラデルフィア広域都市圏に入ると見なされている。

## 歴史
レディングの町が発展してきた1740年代に、ランカスター郡北部の住人が何度か新郡を設立する請願を行った。ドイツ系移民コンラッド・ワイザーの支援もあり、バークス郡は1752年3月11日、チェスター郡、ランカスター郡、フィラデルフィア郡のそれぞれ一部を合わせて設立された。
郡名はウィリアム・ペンの故郷であるイングランドのバークシャーから採られており、短縮してバークスとなった。当初の領域は現在よりもかなり広かった。1772年に郡北西部からノーサンバーランド郡が作られ、1811年にはさらに北西部にスクーカル郡が作られて現在の大きさになった。2005年、人口の増加が激しく、また他の大都市に近いこともあって、デラウェア・バレー計画地域に加えられた。

## 地理
アメリカ合衆国国勢調査局に拠れば、郡域全面積は866平方マイル (2,242.9 km2)であり、このうち陸地859平方マイル (2,224.8 km2)、水域は7平方マイル (18.1 km2)で水域率は0.78%である。郡内主要河川はスクーカル川だが、北東部はリトル・リーハイ・クリークを介してリーハイ川、北西部はスワタラ・クリークを介してサスケハナ川、最南部はコーンストーガ川が流れている。コーンストーガ川は郡内モーガンタウンとエルバーソンの間に発している。

### 主要高規格道路
- 州間高速道路76号線
- 州間高速道路78号線
- 州間高速道路176号線
- アメリカ国道222号線
- アメリカ国道422号線
- ペンシルベニア州道12号線
- ペンシルベニア州道61号線

### 隣接する郡
- スクーカル郡 - 北
- リーハイ郡 - 北東
- モンゴメリー郡 - 東
- チェスター郡 - 南東
- ランカスター郡 - 南西
- レバノン郡 - 西

### 国立保護地域
- ホープウェル・ファーネス国立歴史史跡

## 人口動態
昔からペンシルベニア・ダッチ・カントリーであり、18世紀から移ってきたドイツ語を話す人々の子孫が多い。また最近ではプエルトリコ、ドミニカ共和国、メキシコからの移民が多い。
以下は2010年国勢調査による人口統計データである。
| 基礎データ - 人口: 411,442 人 - 世帯数: 154,356 世帯 - 家族数: 106,532 家族 - 人口密度: 185人/km2（479人/mi2） - 住居数: 164,827 軒 - 住居密度: 74軒/km2（192軒/mi2） 人種別人口構成 - 白人: 76.9% - アフリカン・アメリカン: 4.9% - ネイティブ・アメリカン: 0.3% - アジア人: 1.3% - 混血: 2.5% - ヒスパニック・ラテン系: 16.4% 年齢別人口構成 - 18歳未満: 23.9% - 18-24歳: 9.9% - 25-44歳: 24.4% - 45-64歳: 27.3% - 65歳以上: 14.5% - 年齢の中央値: 39歳 - 性比（女性100人あたり男性の人口） - 総人口: 95.5 - 18歳以上: 92.7 | 世帯と家族（対世帯数） - 18歳未満の子供がいる: 33.1% - 結婚・同居している夫婦: 52.1% - 未婚・離婚・死別女性が世帯主: 12.0% - 非家族世帯: 31.0% - 単身世帯: 24.5% - 65歳以上の老人1人暮らし: 10.3% - 平均構成人数 - 世帯: 2.59人 - 家族: 3.08人 収入と家計 - 収入の中央値 - 世帯: 54,105米ドル |

## 文化
レディング公共博物館は芸術、科学、歴史の博物館である。
郡内には2つの州立公園がある。
- ノルド・フォレスト環境教育センター、レディングの南、著名事業家で環境問題活動家だったジェイコブ・ノルドが所有していた土地にある
- フレンチ・クリーク州立公園、元レクリエーション・デモンストレーション地域、バークス郡とチェスター郡に跨る

郡内には州指定の歴史史跡が2か所ある。
- コンラッド・ワイザー敷地、ウーメルスドーフ近く
- ダニエル・ブーン敷地、バーズボロ近く

ダグラスビルにあるオールド・モーラットン・ビレッジはバークス郡歴史保存信託が維持している。この村にはホワイトホース・イン、ジョージ・ダグラス邸宅、ブリッジキーパーの家、マウンス・ジョーンズの家という4つの歴史的建造物があり、特にマウンス・ジョーンズの家は1716年建設で、郡内に記録が残る最古の建造物である。

## 政治
バークス郡はアメリカ合衆国下院議員ペンシルベニア州第6、第7、第15および第16選挙区に属し、2013年時点では全て共和党議員を選出している。
ペンシルベニア州議会上院では第11、第29、第44および第48選挙区に属しており、下院では第124、第125、第126、第127、第128、第129、第130、第134、および第187選挙区に属している。2013年時点で上院は共和党3人、民主党1人、下院は共和党7人、民主党2人を選出している。
2010年1月時点でバークス郡には248,949 人の登録有権者がいた。
- 民主党: 121,828 (48.94%)
- 共和党: 92,685 (37.23%)
- その他の政党: 34,436 (13.83%)

2008年11月アメリカ合衆国大統領選挙で、民主党のバラク・オバマが郡総投票数の53.9%を獲得し、44.7%の共和党ジョン・マケインを制した。これは1964年以来となる民主党候補の勝利となった。そのほか州役人に当選した民主党員が全て郡を制した。共和党は郡政委員会の過半数と郡役人の大半を制し続けているが、近年は民主党が有力になってきた。2012年アメリカ合衆国大統領選挙では、共和党のミット・ロムニーがほぼ1%の差で郡を制した。

## 都市と町

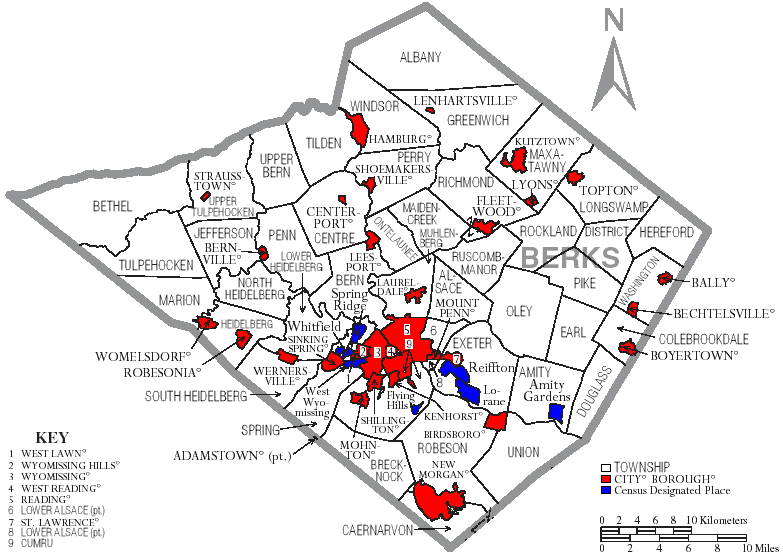
バークス郡の自治体、ボロは赤、タウンシップは白、国勢調査指定地域は青

ペンシルベニア州法の下では4種類の自治体がある。市、ボロ、タウンシップ、町である。

### 都市
- レディング - 郡庁所在地

### ボロ
- アダムズタウン（大半はランカスター郡）
- バリー
- ベクテルスビル
- バーンビル
- バーズボロ
- ボイアータウン
- センターポート
- フリートウッド
- ハンバーグ
- ケンホースト
- カツタウン
- ローレルデール
- リーズポート
- レンハーツビル
- ライアンズ
- モーントン
- マウントペン
- ニューモーガン
- ロベソニア
- セントローレンス
- シリングトン
- シューメイカーズビル
- シンキングスプリング
- ストラウスタウン
- トップトン
- ワーナーズビル
- ウェストレディング
- ウーメルスドーフ
- ワイオミッシング

### タウンシップ

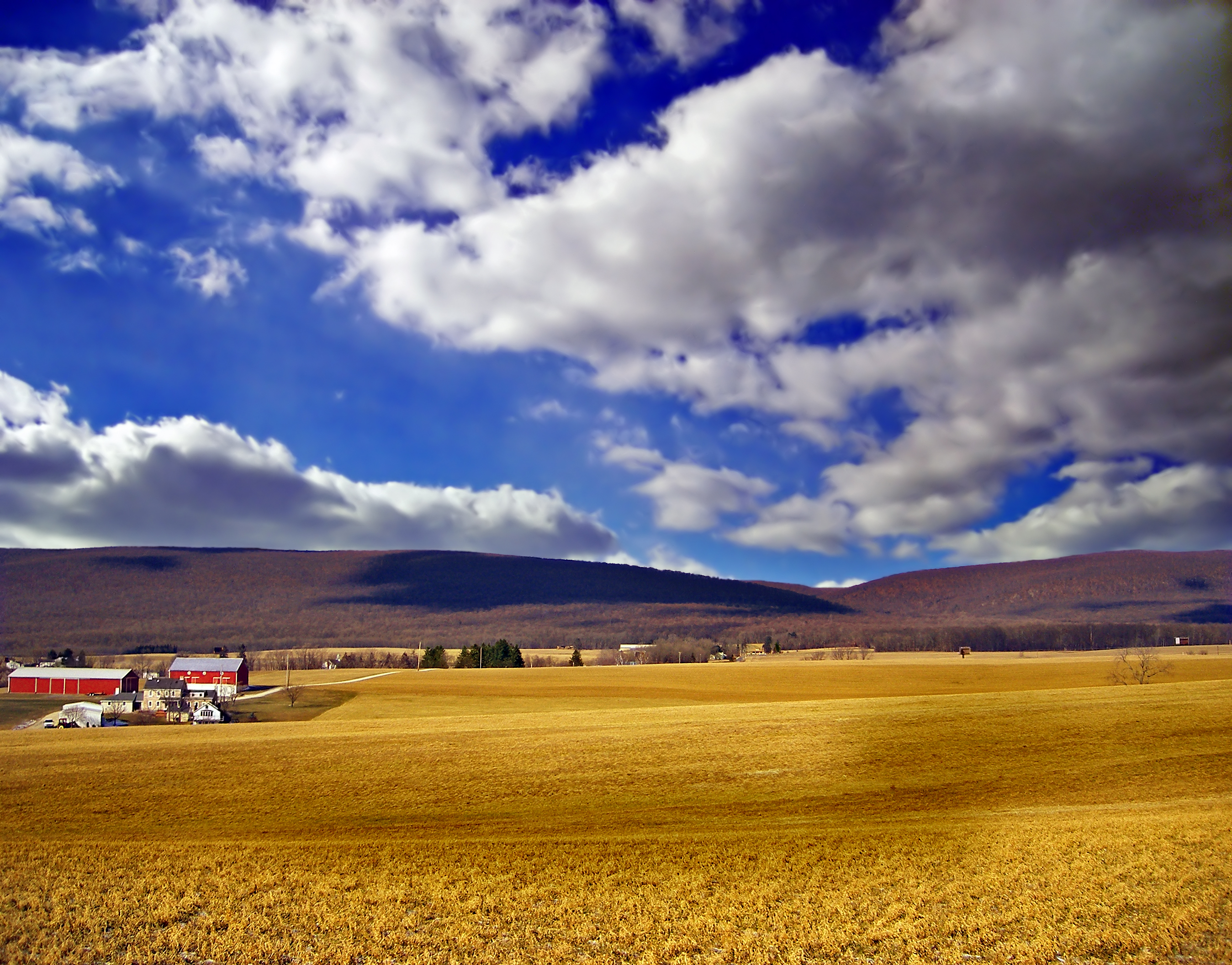
ウィンザー・タウンシップの農園

| - オルバニー - アルセイス - アミティ - バーン - ベセル - ブレックノック - カーナーボン - センター - コールブルックデール - カムル - ディストリクト - ダグラス - アール - イグゼター - グリニッジ - ハイデルバーグ - ヒアフォード - ジェファーソン - ロングスワンプ - ローワーアルセイス - ローワーハイデルバーグ - メイドンクリーク | - マリオン - マクサトーニー - ミューレンバーグ - ノースハイデルバーグ - オーリー - オンテローニー - ペン - ペリー - パイク - リッチモンド - ローブソン - ロックランド - ラスコムマナー - サウスハイデルバーグ - スプリング - ティルデン - タルプホッケン - ユニオン - アッパーバーン - アッパータルプホッケン - ワシントン - ウィンザー |

### 国勢調査指定地域
国勢調査指定地域はアメリカ合衆国国勢調査局が人口統計データを取るために設定した地域である。州法の下では実際の司法権が及ぶ範囲ではない。村などその他の未編入領域も下記に挙げる。
| - アリゲイニービル - アルセイスマナー - アミティガーデンズ - バウムズタウン - ベセル - ブランドン - ボウアーズ - コロニーパーク - ダウバービル - ダグラスビル - ドライビル - イーデンバーグ - フライングヒルズ - フォックスチェイス - フライズタウン | - ジブラルタル - グーグラーズビル - グリーンフィールズ - グリル - ヒアフォード - ハイドパーク - ジャクソンウォルド - ケンプトン - カッツタウンユニバーシティ - リンカーンパーク - ロレイン - マーツタウン - モーアズビル - モントローズマナー - モーガンタウン | - マウントイートナ - ミューレンバーグパーク - ニューバーリンビル - ニューイェルサレム - ニューシャッファーズタウン - オーリー - ペンサイド - ペンウィン - レーラーズバーグ - リーフトン - リバービューパーク - シューバート - シャートルズビル - サウステンプル - スプリングモント | - スプリングリッジ - ストーニークリークミルズ - スタウチバーグ - テンプル - バージンビル - ウォルナットタウン - ウェストハンバーグ - ウェストローン - ウェストワイオミッシング - ウィットフィールド |

### 未編入の町
| - ガイガータウン - ノースハイデルバーグ - パインスワンプ | - プロウビル - スカーレッツミル - ステイトヒル | - ブラウンズビル - ブルーマーシュ - リーンバックス | - ウールタウン - カクーシング |

## 教育

### 高等教育機関

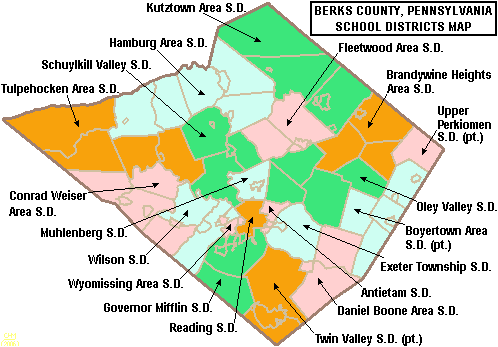
バークス郡教育学区の区分図

- オルブライト大学
- アルバーニア大学（英語版）
- ペンシルベニア大学カッツタウン校（英語版）
- ペンシルベニア立大学バークス校（英語版）
- レディング地域コミュニティカレッジ（英語版）

### 公共教育学区
- アンティータム教育学区
- ボイアータウン地域教育学区
- ブランディワインハイツ地域教育学区
- コンラッドワイザー地域教育学区
- ダニエルブーン地域教育学区
- イグゼター・タウンシップ教育学区
- フリートウッド地域教育学区
- ガバナーミフリン教育学区
- ハンバーグ地域教育学区
- カツタウン地域教育学区
- ミューレンバーグ教育学区
- オーリーバレー教育学区
- レディング教育学区
- スクーカルバレー教育学区
- タルペンほっけん地域教育学区
- ツインバレー教育学区
- アッパーパーキオメン教育学区
- ウィルソン教育学区
- ワイミッシング地域教育学区

### 私立高校
- バークス・クリスチャン学校[9]
- ブルーマウンテン・アカデミー
- コーンストーガ・クリスチャン学校
- フェアビュー・クリスチャン学校
- キングス・アカデミー
- バークス・カトリック高校

### 工業・実業学校
- バークス・テクニカル・インスティチュート
- ペイス・インスティチュート
- レディング病院看護学校

## 著名な出身者
- ダニエル・ブーン（1734年-1820年）、パイオニア、探検家、開拓者
- チャド・ビリングズリー、メジャーリーグベースボール投手、ロサンゼルス・ドジャーズ
- ロッキー・コラビト、メジャーリーグベースボール選手
- キース・ヘリング、画家
- クリス・ヒーロー、プロレスラー
- ジョセフ・ハイスター、ペンシルベニア州知事（在任1820年-1823年）
- チャド・ハーリー、YouTubeの共同設立者、ツインバレー・アンド・オルブライト・カレッジ卒
- ドニエル・マーシャル、メジャーリーグベースボール選手、レディング高校卒
- ケリー・マクギリス、女優、[Top Gun]
- テイラー・スウィフト、カントリー・ミュージック歌手、グラミー賞受賞
- ジョン・アップダイク（1932年-2009年）、作家